# Лотар Майер
Юлиус Лотар (от 1892 г.) фон Майер на немски: Julius Lothar von Meyer, * 19 август 1830 във Фарел, област Олденбург, † 11 април 1895 в Тюбинген) е немски лекар и химик. Той е, както Дмитрий Менделеев, съ-откривател на периодичната система на химическите елементи.
Син е на лекар. През 1851 г. започва да учи медицина в Цюрих, завършва във Вюрцбург с промоцион като д-р мед. През 1856 г. започва да учи математическа физика в Кьонигсберг. 1858 г. промовира в Бреслау за д-р по фармация (Dr. pharmaciae). През 1868 г. той става редовен професор по химия в политехниката в Карлсруе и 1877 г. в Тюбинген.
През 1882 г. с Дмитрий Иванович Менделеев получава медал дадени от британското кралско общество.

## Произведения
- Die modernen Theorien der Chemie und ihre Bedeutung für die chemische Statik. 1864.
- Die Chemie in ihrer Anwendung auf die Forstwirtschaft. 1867.
- Die Natur der chemischen Elemente als Funktion ihrer Atomgewichte. 1870.
- mit Neubert: Die Atomgewichte der Elemente aus den Originalzahlen neu berechnet. 1883.